# Capitulare Saxonicum
Das Capitulare Saxonicum ist ein am 28. Oktober 797 von Karl dem Großen in seiner Pfalz in Aachen erlassener Gesetzestext, der zur weiteren Befriedung der von ihm unterworfenen altsächsischen Gebiete dienen sollte.
In dieser Funktion löste es die seit 782 gültige Capitulatio de partibus Saxoniae ab und ersetzte viele der darin bestimmten drakonischen Todesstrafen durch Geldstrafen (auch für Raub, Brandstiftung und Gewalttaten). Zusätzlich wurden die Sachsen mit ihm den anderen Völkern des Frankenreichs politisch gleichgestellt, wobei sie mit der 802 in der Lex Saxonum erfolgten Niederschrift ihres Gewohnheitsrechts sogar ihre eigenen Rechtsformen behalten durften.
Das Capitulare Saxonicum ist Teil der Doppelstrategie Karls des Großen, des seit 793 erneut aufgeflammten Sachsenaufstands Herr zu werden. Die zuvor hauptsächlich gewaltsam christianisierten Sachsen, welche sich zusätzlich der harten Eintreibung des für sie ungewohnten Kirchenzehnts ausgesetzt sahen, rebellierten gegen die fränkische Oberherrschaft und kehrten zu ihren heidnischen Gewohnheiten zurück. Damit einher ging die Plünderung und Zerstörung zahlreicher Kirchen.
Karl der Große reagierte mit einer Reihe äußerst gewaltsam geführter Feldzüge und folgend mit Massendeportationen sächsischer Teilstämme tief ins fränkische Reich. Zugleich kam er den Aufständischen mit dem Capitulare Saxonicum entgegen und setzte weiterhin fränkische aber auch loyale sächsische Grafen ein. Die somit eingeleitete Annäherung zwischen Franken und Sachsen sollte sich in Zukunft als erfolgreich erweisen, auch wenn der Konflikt lokal noch bis 804 fortgesetzt wurde.